# Kabinett Motzfeldt II
Das Kabinett Motzfeldt II war die zweite Regierung Grönlands. Sie wurde nach der Wahl 1983 zum Inatsisartut gebildet.

## Entstehung
Während die Siumut bei der Inatsisartut-Wahl 1979 noch mit 13 von 21 Sitzen die Absolute Mehrheit im Parlament innehatte, konnte nun die Atassut die meisten Stimmen erlangen. Allerdings erreichten Siumut und Atassut jeweils zwölf Sitze, zwei gingen an die erstmals einziehende Inuit Ataqatigiit. Da eine Koalition zwischen der konservativen Atassut und der linken Inuit Ataqatigiit ausgeschlossen war, gab Premierminister Jonathan Motzfeldt am Morgen nach der Wahl bekannt, sowohl Gespräche mit der Atassut zur Bildung einer großen Koalition mit 24 von 26 Sitzen, als auch mit der Inuit Ataqatigiit für eine knappere Mehrheit führen zu wollen. Am 1. Mai gab man bekannt, dass die Siumut eine Koalition mit der Inuit Ataqatigiit eingehen werde, wobei jedoch letztere keine Ministerposten erhielt. Am Tag darauf gab Motzfeldt die Ministerposten bekannt, die schließlich am 3. Mai gewählt wurden.

## Kabinett
| Minister                    | Ministerium                            | Anmerkung |
| --------------------------- | -------------------------------------- | --------- |
| Jonathan Motzfeldt (Siumut) | Premierminister                        |           |
| Agnethe Davidsen (Siumut)   | Soziales                               |           |
| Stephen Heilmann (Siumut)   | Kultur und Bildung                     |           |
| Lars Emil Johansen (Siumut) | Fischerei, Handel und Industrie        |           |
| Hendrik Nielsen (Siumut)    | Dörfer und Außendistrikte              |           |
| Moses Olsen (Siumut)        | Wirtschaft, Finanzen und Wohnungswesen |           |